# Зіферштедт
Зіферштедт (нім. Sieverstedt) — громада в Німеччині, розташована в землі Шлезвіг-Гольштейн. Входить до складу району Шлезвіг-Фленсбург. Складова частина об'єднання громад Еферзе.
Площа — 31,01 км2. Населення становить 1658 ос. (станом на 31 грудня 2020).